# Taylorville
Taylorville è un comune degli Stati Uniti d'America, situato in Illinois, nella Contea di Christian, della quale è il capoluogo.